# Servius Sulpicius Galba (Pontifex)
Servius Sulpicius Galba († 199 v. Chr.) entstammte dem römischen Patriziergeschlecht der Sulpicier und war 209 v. Chr. kurulischer Ädil. Außerdem war er Pontifex.

## Leben
Der nur vom römischen Geschichtsschreiber Titus Livius erwähnte Servius Sulpicius Galba dürfte nach der Vermutung des Althistorikers Friedrich Münzer ein Bruder des zweimaligen Konsuls Publius Sulpicius Galba Maximus gewesen sein. Seine politische Laufbahn fällt in die zweite Hälfte des Zweiten Punischen Krieges, den Rom gegen Hannibal führte.
209 v. Chr. bekleidete Galba die kurulische Ädilität. 205 v. Chr. war er ein Mitglied jener Delegation, die unter der Leitung des ehemaligen Konsuls Marcus Valerius Laevinus stand und mit Einwilligung des pergamenischen Herrschers Attalos I. das Bild der Mater Magna aus der kleinasiatischen Stadt Pessinus nach Rom überführte. Nach dem Tod des bedeutenden römischen Staatsmannes Quintus Fabius Maximus Verrucosus (203 v. Chr.) nahm Galba dessen Platz im Priesterkollegium der Pontifices ein. Vier Jahre später, 199 v. Chr., ereilte ihn selbst der Tod.